# Verlag Werden und Wirken
Der Verlag Werden und Wirken Weimar bestand  von 1947 bis 1949.

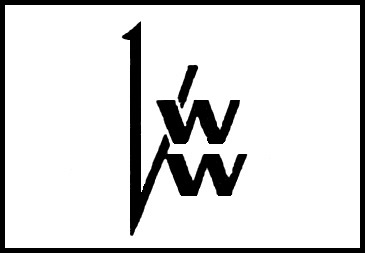
Verlagssignet von Werden und Wirken Weimar

## Geschichte
Der Verlag Werden und Wirken Weimar ging aus der Thüringer Verlagsanstalt hervor, möglicherweise aus deren Weimarer Zweigstandort.
Die ersten Publikationen erschienen 1947.
Seit Oktober 1948 war der Autor Erwin Reiche Direktor und blieb dies bis August 1949.
In jenem Jahr erschienen die letzten Veröffentlichungen.

## Publikationen
Die meisten Publikationen erschienen als Hefte auf schlechtem Papier. Es sind die wichtigsten Werke angegeben.

### Heftserien
Die Perlenschnur. Große in Briefen
- Heinrich Mann, Voltaire – Goethe, 1947.
- Franz Hammer (Hrsg.), Karl Liebknecht. Briefe an seinen Sohn Helmi, 1947.
- Ernst Wiechert. Der Dichter und die Zeit unvergängliche Reden, 1948

Das bunte Schiff
Es erschienen nur drei Hefte in der Reihe E Aus fernen Tagen (um 1947)
- 1 Franz Hammer, Von Pferden, Söldnern und Wilden. Erzählt von Johann Gottfried Seume
- 2 Dora Wentscher, Sie suchten den Tod
- 3 Dora Wentscher, Der Soldatenvater

Der Kindergarten
Der Kindergarten. Hefte zur Spielpflege in Kindergarten, Hort und Heim, herausgegeben von Christine Uhl
- 1 Tanz mit mir
- 2 Das Felderhüpfen
- 3 Nußknacker, 1948
- 4 Knobelspiele
- 6 Kinderreime, 1948, Illustrationen von Lore Heller

7 Zeichen- und Schreibspiele
- 10 Allerlei Spaß mit dem Taschentuch
- 11 Pfänderspiele
- 12 Haschemann. Alte Lauf- und Fangspiele
- 14 Raten und Denken[3]
- 17 Schattenspiele mit der Hand
- 18 Das kleine Fabelbuch

### Einzelpublikationen
1947
- Oskar Maria Graf: Das Aderlassen Kalendergeschichten
- Denis Diderot, Gedanken über Philosophie und Natur, herausgegeben von Ilse Lange und Max Bense
- Karl Schultes: Der Niedergang des staatsrechtlichen Denkens im Faschismus. Die Lehren des Herrn Prof. Carl Schmitt, Kronjurist der Gegenrevolution
- Mia Klinkhardt (Hrsg.): Rapunzel. Kinderreime, vorher in der Thüringer Verlagsanstalt

1948
- Dorothea Märtens, Auf Wiedersehen in Deutschland. Erlebnisse und Reisebilder aus den Jahren nach dem ersten Weltkrieg, Abbildungen von Rolf Reimann
- Dora Wentscher, Lenau, ein Kämpfer

- Georg Meyer, Geflügelzucht des kleinen Geflügelhalters
- L. Neye, Die Planzenbaulehre, 15. Auflage, 1948
- L. Neye, Tierzuchtlehre
- Cuno Hoffmeister, Meteorströme. Meteoric Currents
- Mitteilungen der Thüringischen Landeswetterwarte
- Max Winckel, Nahrung und Zubereitung. Wissen um Küche und Kochen. III.
- Lore Heller, Der Spielzeugschrank. Ein Bilderbuch für Kleine und Grosse

- Rudolf Hoffmann, Der „rote Wander“, Ein Bild aus den trübsten Tagen der deutschen Schule und ihrer Lehrer. Neu bearbeitet von Friedrich Heilmann; (mit Verlag Julius Beltz Langensalza)
- Konstantin D. Uschinskij, Aus pädagogischen Schriften  Hrsg. von Friedrich Heilmann, übersetzt von Alexander Böltz, (mit Verlag Volk und Wissen Berlin, und Beltz Langensalza)

1949
- Katharina A. W. Weißenborn, Pfiff und die Tiere
- Otto Grotewohl, Gedanken zur Kultur